# Бубнов, Николай Николаевич (актёр)
Николай Николаевич Бубнов (5 [18] февраля 1903, Москва — 23 августа 1972, Москва) — советский актёр театра и кино. Народный артист РСФСР (1969).

## Биография
Окончил Студию при Театре имени Е. Б. Вахтангова.
С 1927 года — ведущий актёр Театра имени Е. Б. Вахтангова.
Снимался в ряде художественных фильмов с 1934 по 1971 гг.
Умер в 1972 году. Похоронен на Введенском кладбище (27 уч.).

## Почётные звания и награды
- Заслуженный артист РСФСР (1946)
- Орден «Знак Почёта» (1946)[4]
- Народный артист РСФСР (1969)

## Творчество

### Роли в театре
- 1927 — «Разлом» Б. А. Лавренёва, реж. — А. Д. Попов — Берсенев
- 1930 — «Коварство и любовь» Ф. Шиллера, реж. — П. Г. Антокольский, О. Н. Басов, Б. Е. Захава — Улан
- 1932 — «Гамлет» У. Шекспира; постановка Н. П. Акимова — Клавдий
- 1933 — «Интервенция» Л. И. Славина, реж. — Р. Н. Симонов — Главнокомандующий армией Антанты в Одессе
- 1934 — «Человеческая комедия» по О. де Бальзаку, реж. — А. Д. Козловский и Б. В. Щукин — Граф де Серизи, председатель Государственного Совета
- 1935 — «Шляпа» В. Плетнева, режиссёр — Р. Н. Симонов
- 1935 — «Далекое» А. Н. Афиногенова, режиссёр — Толчанов
- 1936 — «Много шума из ничего» У. Шекспира, реж. —  М. Д. Синельникова, И. М. Рапопорт — Дон Педро, принц Арагонский
- 1937, 1954 — «Человек с ружьём» Н. Погодина, режиссёр — Р. Н. Симонов — Сибирцев Захар Захарович
- 1940 — «Фельдмаршал Кутузов» В. А. Соловьева, режиссёр Охлопков — Барклай де Толли
- 1941 — «Перед заходом солнца» Г. Гауптмана, реж. — А. И. Ремизова — профессор Гайгер
- 1941 — «Дон Кихот» М. Булгакова по мотивам романа М. Сервантеса, постановка И. М. Рапопорта — Алонсо-Кихано, он же Дон-Кихот Ламанчский
- 21 июня 1941 — «Маскарад» М. Ю. Лермонтова, постановка А. П. Тутышкина, рук. пост. Р. Н. Симонов, композитор Арам Хачатурян — Неизвестный
- 1942, 1955  — «Олеко Дундич» A. Ржешевского и М. Каца, режиссёр — А. Д. Дикий (Омск, эвакуация) — Мамонтов, генерал
- 1942 — «Фронт» А. Корнейчука, режиссёр — Р. Н. Симонов — Мирон Горлов
- 1950 — «Первые радости» по К. А. Федину — Рагозин Петр Петрович, слесарь — железнодорожник
- 1952 — «Седая девушка» Хэ Цзинчжи и Дин Ни, постановка С. А. Герасимова (вместе с С. И. Самсоновым и Т. М. Лиозновой) — Му Чжень - Жи, управляющийпомещик
- 1955 — «На золотом дне» Д. Н. Мамина-Сибиряка; постановка А. И. Ремизовой — Засыпкин
- 1956 — «Фома Гордеев» М. Горькому — Игнат Гордеев
- 1962 — «Живой труп» Л. Н. Толстого, реж. — Р. Н. Симонов — князь Сергей Дмитриевич Абрезков

### Роли в кино
- 1934 — Марионетки
- 1938 — Руслан и Людмила
- 1941 — Сон в руку
- 1942 — Как закалялась сталь — Артём
- 1946 — Крейсер «Варяг» — отец Паисий
- 1949 — Кубанские казаки
- 1950 — Далеко от Москвы
- 1953 — Великий воин Албании Скандербег
- 1956 — Много шума из ничего
- 1958 — Трудное счастье — Туляковский
- 1959 — Сверстницы
- 1960 — Мичман Панин
- 1965 — Гиперболоид инженера Гарина — Манцев
- 1967 — Пароль не нужен — генерал Молчанов
- 1968 — Война и мир — генерал Мак
- 1968 — Братья Карамазовы — исправник
- 1968 — Ошибка резидента
- 1971 — Вся королевская рать